# Tafelberge
Tafelberge (Tablicowe Wzgórza / Stoliwa) – wzgórze we Frankfurcie nad Odrą, we Frankfurter Stadtwald, nieopodal miejskiej leśniczówki i drogi krajowej B112. Wysokość wzgórza wynosi 128,1 m.